# Stambolovo, Sofia
Stambolovo (în bulgară Стамболово) este un sat în comuna Ihtiman, regiunea Sofia,  Bulgaria. 

## Demografie
Componența etnică a satului Stambolovo
     Bulgari (96,98%)
     Nicio identificare (3,01%)
     Altele (0%)
La recensământul din 2011, populația satului Stambolovo era de 531 locuitori. Din punct de vedere etnic, majoritatea locuitorilor (96,98%) erau bulgari. Pentru 3,01% din locuitori nu este cunoscută apartenența etnică.